# تاوریانوا
تاوریانوا (به ایتالیایی: Taurianova) یک کومونه در ایتالیا است که در استان رجو کالابریا واقع شده‌است.

## خصوصیات
تاوریانوا ۴۷٫۸ کیلومترمربع مساحت و ۱۵٬۹۳۳ نفر جمعیت دارد و ۲۱۰ متر بالاتر از سطح دریا واقع شده‌است.